# Rydal Water
Rydal Water är en sjö i Storbritannien.   Den ligger i riksdelen England, i den centrala delen av landet, 400 km nordväst om huvudstaden London. Rydal Water ligger 57 meter över havet. Arean är 0,21 kvadratkilometer. I omgivningarna runt Rydal Water växer i huvudsak blandskog. Den sträcker sig 0,4 kilometer i nord-sydlig riktning, och 1,0 kilometer i öst-västlig riktning.